# Люди в чорному 3
«Люди в чорному 3» (англ. Men in Black 3 - MIB 3) — американська науково-фантастична кінокомедія 2012 року, екранізація однойменного коміксу. Фільм є продовженням стрічок Люди в чорному (1997) і Люди в чорному 2 (2002). Режисер стрічки — Баррі Зонненфельд. У головних ролях знялися Томмі Лі Джонс, Вілл Сміт, Джош Бролін, Майкл Сталберг і Емма Томпсон. Фільм вийшов у прокат в форматі 3D у Франції 23 травня, в Україні 24 травня, в США 25 травня 2012 року.

## Сюжет
Дія фільму відбувається в США у двох часових лініях: у 2012 році та у 1969 році. До подій залучено агентство «Люди в чорному», таємна організація, яка відає справами прибульців на Землі.
Міжгалактичний злодій Борис Тварина, представник вимерлої раси боглодитів, інопланетних загарбників, які знищували цілі світи, з допомогою своєї спільниці Ліллі тікає з Місячної в'язниці «Луномакс» і має намір повернутися у минуле, щоб убити агента Кея. Понад сорок років тому, 16 липня 1969 року молодий агент Кей позбавив Бориса руки і заарештував його. Після переслідування і перестрілки з агентами Борису вдається втекти, і Кей шкодує, що в минулому не вбив його. Він повертається до себе в квартиру, де його сліди зникають. Агент Джей пам'ятає Кея живим, але для всіх «Людей в чорному» він мертвий з 1969 року через змінене Борисом минуле. Агент Оу і Джей приходять до висновку, що переворот стався в просторово-часовому континуумі. Обидва вони розуміють, що Борис, втікши з в'язниці, став якимось чином причетний до злочину. Боглодити починають масоване вторгнення на Землю, бо захисний пристрій «Аркнет» не був встановлений у 1969 році через смерть Кея.
Джей виходить на торговця електронікою Джеффрі Прайса, який нелегально надає можливість переміщуватись в часі, і дізнається, що саме він відправив Бориса у 1969 рік, і вирушає слідом за ним у минуле, аби уникнути загибелі напарника. У Джея є 24 години, щоб зупинити Бориса. На Коні-Айленд, де Борис з 1969 року вбиває біоїда Романа Звіздаря, молодий агент Кей заарештовує Джея і допитує, таким чином давши Борису сховатися. В штаб-квартирі «Людей в чорному» Джей намагається збрехати, але Кей не вірить йому і за наказом директора Екса відправляє Джея на нейралізацію. В останню секунду Джей розповідає йому повну правду, і Кей вимикає нейралізатор, повіривши Джею. Разом вони йдуть слідами Бориса і виходять на останнього з раси арканіанців, знищених боглодитами, Гріффіна. Арканіанці здатні передбачати всі ймовірні варіанти розвитку майбутнього і можуть переживати їх всі. Кей та Джей рятують Гріффіна від Бориса, і він передає їм «Аркнет». Пристрій необхідно помістити на ракету «Аполлон», яка стартує до Місяця, і у них залишилося шість годин. Після прибуття на мис Канаверал агентів та Гріффіна заарештовують. Полковник Джеймс Едвардс II відпускає агентів після того, як Гріффін, який живе відразу в багатьох вимірах, показує йому їх призначення.
На верхньому поверсі стартового комплексу Кею та Джею перекривають шлях два Бориси — один з нашого часу, інший з 1969 року. Джею після важкої сутички із «сучасним» Борисом з допомогою переміщення на кілька миттєвостей у минуле вдається скинути його в шахту стартуючої ракети, і той гине у вогні. Тим часом Кей під час бою із Борисом з 1969 року також скидає противника вниз, відстреливши йому руку. Кей встановлює «Аркнет» на ракеті, і захисний екран розгортається після її виходу в космос. Кей вітає полковника і пропонує йому вступити до агентства. Однак несподівано з'являється дивом вцілілий після падіння Борис з 1969 року, який збирається вбити Кея, але полковник закриває його від пущеного в нього шипа і гине. Борис підбурює Кея заарештувати його, але Кей, вже знаючи, що з цього вийде, знищує прибульця. Після цього хлопчик на ім'я Джеймс виходить з військової машини і починає шукати свого батька. Джей віддалено спостерігає цю сцену і розуміє, що хлопчик і є він сам у дитинстві. Кей використовує нейралізатор і каже маленькому Джею (майбутньому агенту ЛВЧ Джею), що його батько був героєм.
Джей повертається у сьогодення, де зустрічає Кея в їх улюбленому кафе. Там він показує Кею кишеньковий годинник свого батька — це натяк на те, що йому все відомо. Також Кей стає більш усміхненим і говірким, порівняно із самим собою на початку фільму. Коли вони йдуть, Гріффін розмірковує, що це його улюблений варіант земних подій, за винятком того, що Кей забув залишити чайові, вказуючи, що вони перебувають у вимірі, де до Землі наближається метеорит. Але Кей повертається і залишає гроші, одночасно підморгнувши Гріффіну, і тим самим реалізується інший вимір, в якому метеорит руйнується при зіткненні із супутником.

## У ролях
- Вілл Сміт — Агент Джей
- Томмі Лі Джонс — Агент Кей
- Джош Бролін — Молодий агент Кей
- Джемейн Клемент — Борис
- Емма Томпсон — Агент Оу
- Еліс Ів — Молода агент Оу
- Майкл Сталберг — Гріфін
- Майк Колтер — Полковник Джеймс Едвардс Даррелл молодший
- Майкл Чернус — Джефрі Прайс
- Ніколь Шерзінгер — Лілі
- Девід Раш — агент Ікс
- Кіон Янг — містер Ву
- Білл Хейдер — Енді Воргол / агент W
- Вілл Арнетт — агент AA
- Леді Гага — інопланетянка (в титрах не зазначена)
- Тім Бертон — інопланетянин (в титрах не зазначений)
- Ріп Торн — інопланетянин (в титрах не зазначений)

## Український дубляж
Фільм дубльовано студією «LeDoyen» на замовлення компанії «B&H Film Distribution» у 2012 році.

Переклад: Олександра Шабельника 

Режисер дубляжу: Ольга Фокіна 

Звукорежисер: Боб Шевяков 

Звукорежисер перезапису: Олег Кульчицький 

Координатор дубляжу: Мирослава Сидорук 

Диктор: Михайло Войчук 

Ролі дублювали:
- Вілл Сміт/Аґент Джей — Роман Чорний
- Томмі Лі Джонс/Джош Бролін/Аґент Кей — Олександр Ігнатуша
- Джемейн Клемент/Борис Тварина — Борис Георгієвський
- Емма Томпсон/Аґент О — Наталя Плахотнюк
- Майкл Стулбарґ/Ґріффін — Павло Костіцин
- Еліс Ів/Юна аґент О — Ганна Кузіна
- Майкл Чернус/Джеффрі Прайс — Назар Задніпровський
- Джеймс Мартін Келлі/Полісмен № 1 — Микола Карцев
- Вілл МакЛафлін/Полісмен № 2 — Олександр Бондаренко
- Кіон Янґ/Пан Ву — Максим Кондратюк
- Білл Гейдер/Енді Воргол — Андрій Самінін
- Чак Шанаменн/Телеведучий — Михайло Войчук
- та інші.